# Panaspis africana
Panaspis africana (змієокий сцинк гвінейський) — вид сцинкоподібних ящірок родини сцинкових (Scincidae). Ендемік Сан-Томе і Принсіпі.

## Поширення і екологія
Гвінейські змієокі сцинки є ендеміками острова Принсіпі у Гвінейській затоці. Вони живуть у вологих тропічних лісах і вторинних заростях, трапляються в садах.